# Paculla
Genre
Synonymes
- Phaedima Thorell, 1881 nec Robineau-Desvoidy, 1863

Paculla est un genre d'araignées aranéomorphes de la famille des Pacullidae.

## Distribution
Les espèces de ce genre se rencontrent en Asie du Sud-Est et en Nouvelle-Guinée.

## Liste des espèces
Selon World Spider Catalog (version 18.5, 15/11/2017) :
- Paculla bukittimahensis Lin & Li, 2017
- Paculla cameronensis Shear, 1978
- Paculla globosa Lin & Li, 2017
- Paculla granulosa (Thorell, 1881)
- Paculla mului Bourne, 1981
- Paculla negara Shear, 1978
- Paculla sulaimani Lehtinen, 1981
- Paculla wanlessi Bourne, 1981

## Publications originales
- Simon, 1887 : Observation sur divers arachnides: synonymies et descriptions 5. Annales de la Société Entomologique de France, sér. 6, vol. 7, p. 193-195 (texte intégral).
- Thorell, 1881 : Studi sui Ragni Malesi e Papuani. III. Ragni dell'Austro Malesia e del Capo York, conservati nel Museo civico di storia naturale di Genova. Annali del Museo Civico di Storia Naturale di Genova, vol. 17, p. 1-727 (texte intégral).